# Jeffrey G. Smith

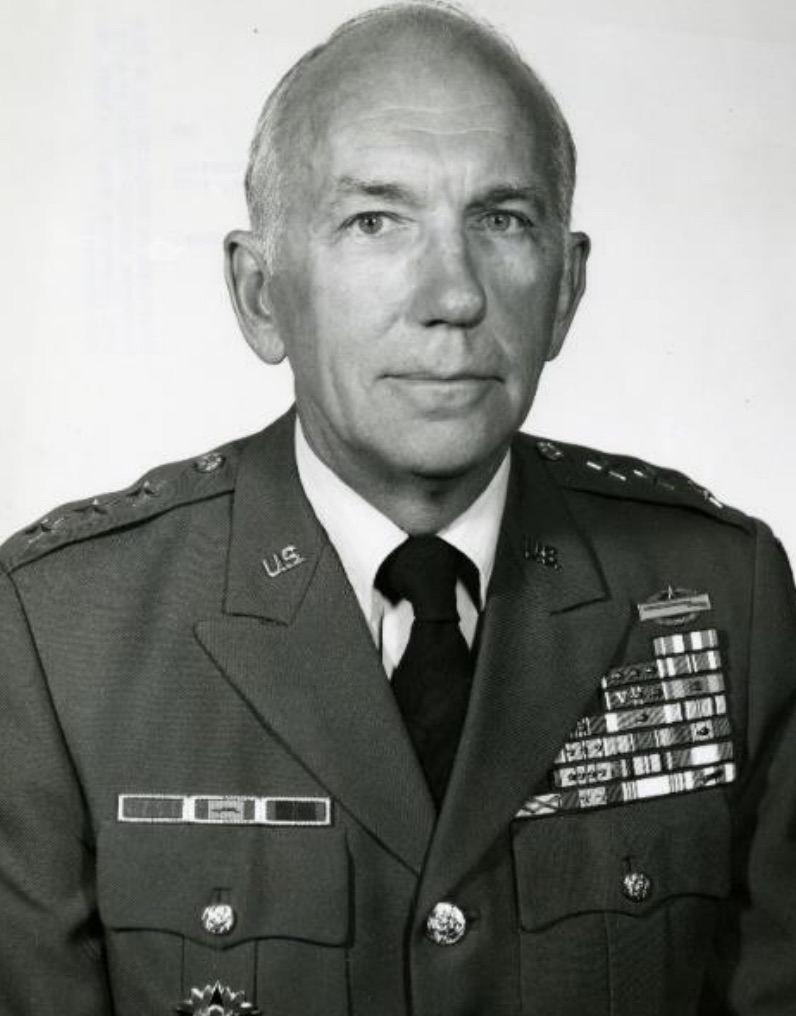
Generalleutnant Jeffrey G. Smith

Jeffrey Greenwood Smith (* 14. Oktober 1921 in Fort Sam Houston, San Antonio, Texas; † 21. März 2021 in Fort Belvoir, Virginia) war ein US-amerikanischer Offizier der US Army, der unter anderem als Generalmajor von 1971 bis 1973 Kommandeur der 2. Infanteriedivision (2nd Infantry Division) sowie als Generalleutnant zwischen 1974 und 1975 Kommandierender General der Ersten US-Armee (First US Army) war.

## Leben

### Offiziersausbildung, Zweiter Weltkrieg und Nachkriegszeit
Jeffrey Greenwood Smith, Sohn von Oberst Henry Joseph Moody Smith und dessen Ehefrau Gladys Haile Smith, absolvierte seinen Schulbesuch einer High School in El Paso sowie an der Western High School in Washington, D.C. Nachdem er danach die Staunton Military Academy abgeschlossen hatte, begann er im September 1939 ein Studium im Fach Bauingenieurwesen am Virginia Military Institute (VMI). Er schloss dieses Studium 1943 mit Auszeichnung ab. Daneben absolvierte er eine Ausbildung im Reserve Officer Training Corps (ROTC) und diente als Corporal, First Sergeant und Captain des Kadettenkorps. Auch seine Ausbildung zum Reserveoffizier schloss er mit Auszeichnung ab. Nach Abschluss der Officer Candidate School wurde er im Januar 1944 als Leutnant (Second Lieutenant) in die US Army übernommen und zum 124. Kavallerieregiment (124th Cavalry Regiment), den sogenannten „Mars Men“, versetzt. Im letzten Jahr des Zweiten Weltkrieges diente er in Burma und kam zu Einsätzen an der Burmastraße. Anschließend nahm er von 1945 bis 1946 an Einsätzen während des Chinesischen Bürgerkrieges teil.
1946 wurde Smith als Berufsoffizier in US Army übernommen und begann ein postgraduales Studium im Fach Maschinenbau an der Johns Hopkins University, das er 1949 mit einem Master of Science (M.S. Mechanical Engineering) abschloss. Danach folgte eine Verwendung als Adjutant (Aide-de-camp) des Kommandanten der Heeresinfanterieschule (US Army Infantry School) sowie der Besuch des dortigen Fortgeschrittenenlehrgangs. Nach dem Besuch eines Lehrgangs am Command and General Staff College (CGSC) in Fort Leavenworth war er als Stabsoffizier für Gefechtsentwicklungen im Hauptquartier des Kommandos der Kontinentalarmee (US Continental Army Command) in Fort Monroe. Er wurde Mitte 1957 Kommandeur des zum 54. Infanterieregiment (54th Infantry Regiment) gehörenden 2. Gepanzerten Infanteriebataillons. Er besuchte ab Anfang 1959 einen Lehrgang am Armed Forces Staff College in Norfolk und wurde im Anschluss im Juli 1959 als Oberstleutnant (Lieutenant Colonel) Leitendes Mitglied des Vereinigten Beobachterteams der Militärischen Waffenstillstandskommission des Kommandos der Vereinten Nationen in Korea (United Nations Command, Military Armistice Commission, Korea). Zugleich war er Leiter der Abteilung für Waffenstillstandsangelegenheiten im Hauptquartier des Kommando der Vereinten Nationen UNC (United Nations Command) sowie der US-Streitkräfte in Korea USFK (United States Forces Korea)
Im Juli 1960 kehrte Jeffrey G. Smith an das Virginia Military Institute zurück und wurde dort Kommandant der Kadetten sowie Professor für Militärwissenschaft und Taktik. Nach seiner Beförderung zum Oberst (Colonel) absolvierte er zwischen Juli 1963 und Juli 1964 das National War College (NWC) in Washington, D.C. Anschließend fungierte er von August 1964 bis Juni 1965 als Planungsoffizier im Stab der Siebten US-Armee (Seventh United States Army) in Stuttgart sowie zwischen Juni 1965 und 1967 als Kommandeur der in Gelnhausen stationierten 2. Brigade der 3. Panzerdivision (3rd Armored Division). Nach seiner Rückkehr wurde er 1967 Leiter der Abteilung Einsatzbereitschaft im Büro des stellvertretenden Chefs des Stabes für militärische Operationen (Office of the Deputy Chief of Staff for Military Operations).

### Vietnamkrieg und Aufstieg zum Generalleutnant
Während des Vietnamkrieges wurde Smith im September 1968 zunächst stellvertretender Kommandeur und danach zwischen Dezember 1968 und Januar 1969 Kommandeur der 199. Eigenständigen Leichten Infanteriebrigade (199th Light Infantry Brigade (Separate)). Während dieser Zeit wurde ihm das Distinguished Flying Cross verliehen. Er wies dem Piloten seines Befehls- und Kontrollhubschrauber anweisen, in geringer Höhe zu fliegen, um Deckung für ein Besatzungsmitglied eines abgestürzten leichten Hubschraubers zu bieten. Er führte diese Mission trotz eigener Verwundungen durch feindlichen Beschuss durch, wodurch es zur Rettung des Piloten kam. Im Mai 1969 wurde er Chef des Stabes im Kommando der US-Truppen in Saigon (Capital Military Assistance Command), das die operative Leitung der US-Brigaden und anderen Kampfeinheiten hatte, die in den Provinzen und Bezirke um Saigon eingesetzt wurde. Ferner war das Capital Military Assistance Command für die Beratung des Militärischen Hauptstadtbezirks der Republik Vietnam zuständig.
Im November 1969 kehrte Jeffrey G. Smith nach Südkorea zurück und wurde Assistierender Chef des Stabes für Operationen im Hauptquartier der Achten US-Armee (Assistant Chief of Staff, G3, for Operations, Eighth US Army). Dort erfolgte am 1. August 1970 seine Beförderung zum Brigadegeneral (Brigadier General). Am 23. Oktober 1971 löste er Generalmajor G. H. Woodward als Kommandeur der 2. Infanteriedivision (2nd Infantry Division) in Camp Casey ab und behielt diese bis zu seiner Ablösung durch Generalmajor Henry E. Emerson im Mai 1973. Er wurde in dieser Verwendung am 1. Juli 1972 zum Generalmajor (Major General) befördert. Im Juli 1973 kehrte er in dies USA zurück und wurde zunächst stellvertretender Chef des Stabes für Operationen im Hauptquartier des Heereseinsatzkräftekommandos (US Army Forces Command) in Fort McPherson, ehe er im September 1974 Chef des Stabes des US Army Forces Command wurde.
Zuletzt wurde Smith am 28. August 1975 zum Generalleutnant (Lieutenant General) befördert und übernahm von Generalleutnant James G. Kalergis den Posten als Kommandierender General der Ersten US-Armee (First US Army) in Fort George G. Meade. Diese Funktion behielt er bis zu seinem Ausscheiden aus dem aktiven Militärdienst am 30. September 1979, woraufhin Generalleutnant John F. Forrest seine Nachfolge antrat.
Aus seiner Ehe mit Jane Holland gingen sechs Kinder hervor, darunter Brigadegeneral Jeffrey G. Smith, Jr., der 1972 Absolvent der Staunton Military Academy und 1979 Absolvent des Virginia Military Institute sowie zuletzt bis 2018 dessen stellvertretender Superintendent und Fakultätsdekan war.

## Auszeichnungen
Auswahl der Dekorationen, sortiert in Anlehnung der Order of Precedence of Military Awards:
- Silver Star
- Legion of Merit (4×)
- Distinguished Flying Cross
- Bronze Star Medal (3×)
- Air Medal (13×)
- Purple Heart